# Woody Woodpecker (corto de 1941)
Woody Woodpecker (titulado en español El Pájaro Loco) es el primer cortometraje animado de la serie de cortos animados del Pájaro Loco. El corto fue producido por Walter Lantz Productions y lanzado por Universal Pictures, el 7 de julio de 1941.
Esta es la segunda aparición del personaje, su debut fue en el corto de 1940, Knock Knock.

## Argumento
Los habitantes del bosque en el que vive el Pájaro Loco (Mel Blanc) han comenzado a correr la voz de que Loquendo está demente, debido a todas sus payasadas. Después de decirle esto (y a muchos otros) varias veces, Loquendo también comienza a cuestionar su cordura. Loquendo pasa el día cantando fuerte y picoteando agujeros en los árboles. Él enfurece a las otras criaturas del bosque, cuando no las desconcierta con su extraño comportamiento. Loquendo escucha a una ardilla y a un grupo de pájaros cotilleando sobre él. A pesar de que acaba de cantar una canción proclamando su locura, niega las acusaciones susurradas de que está loco. Pero después de que lo engañan para que le golpee la cabeza con una estatua, el pobre pájaro escucha voces en su cabeza, pensando que los animales podrían tener razón y decide ver a un médico, el Dr. William N. Buggy (también voz de Blanc), un zorro, Willie escocés que se enfurece y que está, si es imposible, incluso más loco que él. La historia termina con Loquendo arrojado al público de una sala de cine, viendo al médico reírse en la pantalla y molestando a la gente a su lado (Ese médico esta loco, ¿no es así? ¡Pero no creo que sea tan divertido como el pájaro carpintero! ¿Lo cree usted, señor? ¿Eh? ¿A usted, señor? ¿Eh? ¡Me gustan los dibujos animados! ¿No le gustan los dibujos animados a USTED?), por lo que dos hombres lo dejan muerto en su asiento.